# Maicon Thiago Pereira de Souza
Maicon Thiago Pereira de Souza, mais conhecido como Maicon (Rio de Janeiro, 14 de setembro de 1985), é um ex-futebolista brasileiro que atuava como volante. Meses após anunciar aposentadoria, voltou a jogar pelo  futebol de 7 do  Grêmio.

## Carreira

### São Paulo
Maicon chegou ao São Paulo no início 2012. Ao ser confirmado pela agremiação paulista, afirmou que vivia "a melhor fase da carreira" e que estava "confiante, motivado". Se disse um atleta "que organiza o time, com passe bom e chegada para finalizar".
Em sua primeira temporada em solo paulista, Maicon teve rendimento abaixo do esperado, contudo, fez boas partidas , como a vitória dos reservas são-paulinos sobre o rival Corinthians por 3 a 1, na última rodada do Brasileirão de 2012, quando marcou dois gols. Maicon nunca foi unânime entre os torcedores, que sempre viram seu futebol com desconfianças.
Depois de um 2013 difícil, no qual o Tricolor chegou a brigar, no primeiro turno, contra o rebaixamento no Campeonato Nacional, a chegada de Muricy Ramalho mudaria, finalmente, a trajetória do jogador na "terra da garoa". Além de ter afastado o clube da degola, Muricy foi fundamental para que Maicon fosse titular. O treinador, além do mais, se disse surpreso com as críticas ao futebol do camisa 18, que, segundo o próprio, "trata bem a bola."

### Grêmio
Foi emprestado ao Grêmio até o final de 2015.
No dia 21 de dezembro de 2015 o jogador acertou sua permanência em definitivo no Grêmio após o clube gaúcho pagar a quantia de R$ 7 milhões ao São Paulo.
Maicon logo assumiu a posição no clube gaúcho, onde virou titular absoluto e líder da equipe, sendo o carro chefe dos gaúchos na conquista do penta campeonato da Copa do Brasil, em 2016. Com isso, o Grêmio se tornou o maior campeão da competição, ficando conhecido como o "Rei de Copas".
Em setembro de 2018, as atuações de Maicon no Grêmio foram elogiadas pelo ex-jogador Tostão que afirmou ser "prazeroso ver Maicon jogar, pelo domínio da bola no meio-campo, precisão nos passes e lucidez para escolher, no momento certo, entre o toque para o lado, para manter a posse de bola, e o para frente, para um companheiro livre."  
No Campeonato Brasileiro de Futebol de 2018, o Grêmio foi a equipe que mais trocou passes na competição e Maicon liderou o time com 1.154 passes certos.
Em 30 de agosto de 2021, rescindiu com o clube gaúcho.

### CRB
No dia 19 de fevereiro de 2022, foi anunciado pelo CRB.
No dia 20 de junho de 2022, 4 meses após a sua contratação, foi anunciado o seu desligamento. Maicon atuou em 7 partidas pelo clube alagoano.

### Aposentadoria
Em 14 de setembro de 2022, Maicon anunciou o término de sua carreira como jogador profissional.
Não podia ter escolhido data melhor. Dia muito especial para mim, amigos e família: dia do meu aniversário. Também é dia de me despedir do futebol. Meus agradecimentos ao Madureira, Fluminense, Bangu, Botafogo, MSV Duisburg, Figueirense, São Paulo, Grêmio e CRB. Foram nessas equipes que fiz minha trajetória dentro das quatro linhas com muitas alegrias, títulos e partidas marcantes nos mais de 600 jogos disputados. Nesses 18 anos de carreira conquistei 15 troféus, consegui ajudar com mais de 50 gols e fui lembrado pela seleção de meu país.— Maicon, em sua rede social.

## Seleção Brasileira
Apesar de nunca ter sido oficialmente convocado à Seleção Brasileira, Maicon seria listado pelo técnico Tite como pré-convocado ao Mundial de 2018. Além dos 23 nomes relacionados para a competição, outros doze atletas foram lembrados, em caso de contusão dos pertencentes à lista final.
Segundo Tite, não fosse a idade relativamente avançada de Maicon, 33 anos, teria ido a Mundial de 2018 porque o Brasil não tinha um jogador para  “desacelerar um pouco o jogo”.

## Futebol de 7
Meses após ter anunciado sua aposentadoria do futebol profissional, em 7 de março de 2023 Maicon foi anunciada sua volta ao Grêmio para representar o clube no futebol de 7.

## Títulos
Fluminense
- Taça Rio: 2005
- Campeonato Carioca: 2005

Madureira
- Taça Rio: 2006

São Paulo
- Copa Sul-Americana: 2012[11]
- Eusébio Cup: 2013

Grêmio
- Copa do Brasil: 2016
- Copa Libertadores: 2017
- Recopa Sul-Americana: 2018
- Campeonato Gaúcho: 2018, 2019, 2020 e 2021
- Recopa Gaúcha: 2019
- Taça Francisco Novelletto: 2020

CRB
- Campeonato Alagoano: 2022